# 2120 Tyumenia
2120 Tyumenia è un asteroide della fascia principale del diametro medio di circa 41,18 km. Scoperto nel 1967, presenta un'orbita caratterizzata da un semiasse maggiore pari a 3,0635040 UA e da un'eccentricità di 0,1235883, inclinata di 17,53441° rispetto all'eclittica.